# Copa de la UEFA de Fútbol Sala 2014-15
La Copa de la UEFA de fútbol sala 2014-15 es la vigésimo novena edición del torneo europeo de futsal y la decimocuarta bajo el actual formato de la Copa de la UEFA. El FC Barcelona es el vigente campeón.

## Equipos
| Ronda élite          | Ronda élite         | Ronda élite          | Ronda élite           |
| -------------------- | ------------------- | -------------------- | --------------------- |
| FC Barcelona C       | Kairat Almaty       | Sporting de Portugal | Araz Naxçivan         |
| Ronda principal      |                     |                      |                       |
| Athina `90           | Berettyóújfalu      | Châtelineau Futsal   | FK EP Chrudim         |
| FC Deva              | Inter Fútbol Sala   | Dina Moskva          | Ekonomac              |
| Iberia Star          | FC Kobarid          | FC Lokomotiv Járkov  | Luparense             |
| Nikars Riga          | Slov-Matic          | Sporting París       | Vegakameratene        |
| Ronda preliminar     |                     |                      |                       |
| MNK Alumnus Zagreb   | FC Anzhi Tallinn    | FC Apoel Nicosia     | Baku United FC        |
| Balzan Youths FC     | Asa Ben Gurion      | Bielsko-Biala        | Uni Futsal Bulle      |
| FC Progress Chișinău | Eden College Futsal | FC Encamp            | KS Flamurtari         |
| Gibraltar Scorpions  | Hovocubo            | FS Ilves Tampere     | Istambul Üniversitesi |
| København Futsal     | Lokomotyvas         | Malmö City           | Stolitsa Minsk        |
| Perth Saltires       | FC Agama Podgorica  | Centar Sarajevo      | Schwaz                |
| NAFI Stuttgart       | Talgrig             | FC Grand Pro Varna   | Wrexham Futsal Club   |
| Zelezarec Skopje     |                     |                      |                       |

Nota2C Campeón de la edición 2013-14
Nota1En esta edición no participaron los campeones de las ligas de Luxemburgo, San Marino, Islandia
además las siguientes asociaciones no serán representadas al no contar con un campeonato nacional Islas Feroe, Liechtenstein, Irlanda del Norte,

## Resultados

### Ronda preliminar

#### Grupo A
| Equipo               | Pts | PJ | PG | PE | PP | DG  |
| -------------------- | --- | -- | -- | -- | -- | --- |
| Hovocubo             | 9   | 3  | 3  | 0  | 0  | 10  |
| Eden College Futsal  | 6   | 3  | 2  | 0  | 1  | 8   |
| Universidad Estambul | 3   | 3  | 1  | 0  | 2  | 3   |
| Wrexham Futsal Club  | 0   | 3  | 0  | 3  | 0  | -21 |

Jornada 1
| 26 de agosto de 2014 17:30 | Hovocubo | 8-0 | Wrexham Futsal Club |  |  |

| 26 de agosto de 2014 20:00 | Eden College Futsal | 4-2 | Universidad Estambul |  |  |

Jornada 2
| 27 de agosto de 2014 17:30 | Universidad Estambul | 1-2 | Hovocubo |  |  |

| 27 de agosto de 2014 20:00 | Eden College Futsal | 9-2 | Wrexham Futsal Club |  |  |

Jornada 3
| 29 de agosto de 2014 17:30 | Wrexham Futsal Club | 2-8 | Universidad Estambul |  |  |

| 29 de agosto de 2014 20:00 | Hovocubo | 3-2 | Eden College Futsal |  |  |

#### Grupo B
| Equipo              | Pts | PJ | PG | PE | PP | DG  |
| ------------------- | --- | -- | -- | -- | -- | --- |
| Baku United         | 9   | 3  | 3  | 0  | 0  | 23  |
| Centar Sarajevo     | 6   | 3  | 2  | 0  | 1  | 6   |
| Gibraltar Scorpions | 1   | 3  | 0  | 1  | 2  | -13 |
| Malmö City          | 1   | 3  | 0  | 1  | 2  | -16 |

Jornada 1
| 27 de agosto de 2014 18:00 | Centar Sarajevo | 7-1 | Malmö City |  |  |

| 27 de agosto de 2014 20:30 | Baku United | 10-0 | Gibraltar Scorpions |  |  |

Jornada 2
| 28 de agosto de 2014 18:00 | Centar Sarajevo | 10-7 | Gibraltar Scorpions |  |  |

| 28 de agosto de 2014 20:0 | Malmö City | 0-10 | Baku United |  |  |

Jornada 3
| 30 de agosto de 2014 17:00 | Gibraltar Scorpions | 4-4 | Malmö City |  |  |

| 30 de agosto de 2014 19:30 | Baku United | 6-3 | Centar Sarajevo |  |  |

#### Grupo C
| Equipo           | Pts | PJ | PG | PE | PP | DG  |
| ---------------- | --- | -- | -- | -- | -- | --- |
| Bielsko-Biala    | 9   | 3  | 3  | 0  | 0  | 14  |
| FS Ilves Tampere | 6   | 3  | 2  | 0  | 1  | 16  |
| Lokomotyvas      | 3   | 3  | 1  | 0  | 2  | 0   |
| Perth Saltires   | 0   | 3  | 0  | 0  | 3  | -30 |

Jornada 1
| 27 de agosto de 2014 | FS Ilves Tampere | 5-0 | Lokomotyvas |  |  |

| 27 de agosto de 2014 | Bielsko-Biala | 10-0 | Perth Satires |  |  |

Jornada 2
| 28 de agosto de 2014 | CPerth Satires | 0-12 | FS Ilves Satires |  |  |

| 28 de agosto de 2014 | Bielsko-Biala | 5-2 | Lokomotyvas |  |  |

Jornada 3
| 30 de agosto de 2014 | Lokomotyvas | 10-2 | Perth Satires |  |  |

| 30 de agosto de 2014 | FS Ilves Satires | 1-2 | Bielsko-Biala |  |  |

#### Grupo D
| Equipo           | Pts | PJ | PG | PE | PP | DG  |
| ---------------- | --- | -- | -- | -- | -- | --- |
| FC Apoel Nicosia | 9   | 3  | 3  | 0  | 0  | 19  |
| ZC Anzhi Tallinn | 4   | 3  | 1  | 1  | 1  | 2   |
| KS Flamurtari    | 4   | 3  | 1  | 1  | 1  | -7  |
| NAFI Stuttgart   | 0   | 3  | 0  | 0  | 3  | -14 |

Jornada 1
| 27 de agosto de 2014 | NAFI Stuttgart | 3-4 | KS Flamurtari |  |  |

| 27 de agosto de 2014 | FC Apoel Nicosia | 5-3 | ZC Anzhi Tallinn |  |  |

Jornada 2
| 28 de agosto de 2014 | ZC Anzhi Tallinn | 6-2 | NAFI Stuttgart |  |  |

| 28 de agosto de 2014 | FC Apoel Nicosia | 9-1 | Lokomotyvas |  |  |

Jornada 3
| 30 de agosto de 2014 | NAFI Stuttgart | 1-10 | FC Apoel Nicosia |  |  |

| 30 de agosto de 2014 | FS Ilves Satires | 3-3 | ZC Anzhi Tallinn |  |  |

#### Grupo E
| Equipo         | Pts | PJ | PG | PE | PP | DG  |
| -------------- | --- | -- | -- | -- | -- | --- |
| Stalitsa Minsk | 9   | 3  | 3  | 0  | 0  | 16  |
| Talgrig        | 6   | 3  | 2  | 0  | 1  | 13  |
| FC Encamp      | 3   | 3  | 1  | 0  | 2  | -13 |
| Schwaz         | 0   | 3  | 0  | 0  | 3  | -16 |

Jornada 1
| 27 de agosto de 2014 18:30 | Stolitsa Minsk | 2-1 | Talgrig |  |  |

| 27 de agosto de 2014 20:45 | Schwaz | 3-4 | FC Encamp |  |  |

Jornada 2
| 28 de agosto de 2014 18:30 | FC Encamp | 1-7 | Stolitsa Minsk |  |  |

| 28 de agosto de 2014 20:45 | Schwaz | 4-10 | Talgrig |  |  |

Jornada 3
| 30 de agosto de 2014 18:30 | Talgrig | 9-1 | FC Encamp |  |  |

| 30 de agosto de 2014 20:45 | Stolitsa Minsk | 12-3 | Schwaz |  |  |

#### Grupo F
| Equipo             | Pts | PJ | PG | PE | PP | DG |
| ------------------ | --- | -- | -- | -- | -- | -- |
| MNK Alumnus Zagreb | 6   | 2  | 2  | 0  | 0  | 10 |
| Balzan Youths FC   | 3   | 2  | 1  | 0  | 1  | -3 |
| København Futsal   | 0   | 2  | 0  | 0  | 2  | -7 |

Jornada 1
| 27 de agosto de 2014 20:00 | MNK Alumnus Zagreb | 7-2 | Balzan Youths FC |  |  |

Jornada 2
| 28 de agosto de 2014 20:00 | Balzan Youths FC | 5-3 | København Futsal |  |  |

Jornada 3
| 29 de agosto de 2014 20:00 | København Futsal | 2-7 | MNK Alumnus Zagreb |  |  |

#### Grupo G
| Equipo             | Pts | PJ | PG | PE | PP | DG |
| ------------------ | --- | -- | -- | -- | -- | -- |
| Zelezarec Skopje   | 6   | 2  | 2  | 0  | 0  | 8  |
| FC Agama Podgorica | 3   | 2  | 1  | 0  | 1  | 0  |
| Asa Ben Gurion     | 0   | 2  | 0  | 0  | 2  | -8 |

Jornada 1
| 28 de agosto de 2014 | FC Agama Podgorica | 4-1 | Asa Ben Gurion |  |  |

Jornada 2
| 29 de agosto de 2014 | Asa Ben Gurion | 4-9 | Zelezarec Skopje |  |  |

Jornada 3
| 30 de agosto de 2014 | Zelezarec Skopje | 4-1 | FC Agama Podgorica |  |  |

#### Grupo H
| Equipo               | Pts | PJ | PG | PE | PP | DG  |
| -------------------- | --- | -- | -- | -- | -- | --- |
| FC Grand Pro Varna   | 4   | 2  | 1  | 1  | 0  | 7   |
| FC Progress Chișinău | 4   | 2  | 1  | 1  | 0  | 3   |
| Uni Futsal Bulle     | 0   | 0  | 0  | 2  | 0  | -10 |

Jornada 1
| 28 de agosto de 2014 | FC Grand Pro Varna | 2-2 | FC Progress Chișinău |  |  |

Jornada 2
| 29 de agosto de 2014 | FC Progress Chișinău | 4-1 | Uni Futsal Bulle |  |  |

Jornada 3
| 30 de agosto de 2014 | Uni Futsal Bulle | 1-8 | FC Grand Pro Varna |  |  |

### Ronda principal
Los ganadores de la ronda preliminar se unen al resto de participantes excepto a los cuatro conjuntos con un mejor ranking, que entran en la siguiente ronda.
Grupo 1
| Equipo           | Pts | PJ | PG | PE | PP | DG |
| ---------------- | --- | -- | -- | -- | -- | -- |
| Sporting París   | 9   | 3  | 3  | 0  | 0  | 8  |
| FK EP Chrudim    | 6   | 3  | 2  | 0  | 1  | 1  |
| Stalitsa Minsk   | 3   | 3  | 1  | 0  | 2  | -1 |
| Zelezarec Skopje | 0   | 3  | 0  | 0  | 2  | -8 |

Jornada 1
| 30 de septiembre de 2014 | Sporting París | 6-3 | Zelezarec Skopje |  |  |

| 30 de septiembre de 2014 | FK EP Chrudim | 3-2 | Stalitsa Minsk |  |  |

Jornada 2
| 1 de octubre de 2014 | Stalitsa Minsk | 7-10 | Sporting París |  |  |

| 1 de octubre de 2014 | FK EP Chrudim | 4-2 | Zelezarec Skopje |  |  |

Jornada 3
| 3 de octubre de 2014 | Zelezarec Skopje | 3-6 | Stalitsa Minsk |  |  |

| 3 de octubre de 2014 | Sporting París | 6-4 | FK EP Chrudim |  |  |

Grupo 2
| Equipo             | Pts | PJ | PG | PE | PP | DG |
| ------------------ | --- | -- | -- | -- | -- | -- |
| Nikars Riga        | 6   | 3  | 2  | 0  | 1  | 4  |
| FC Grand Pro Varna | 6   | 3  | 2  | 0  | 1  | 3  |
| Bielsko-Biala      | 3   | 3  | 1  | 0  | 2  | 0  |
| Iberia Star        | 3   | 3  | 1  | 0  | 2  | -7 |

Jornada 1
| 2 de octubre de 2014 | Iberia Star | 0-4 | Bielsko-Biala |  |  |

| 2 de octubre de 2014 | Nikars Riga | 4-1 | FC Grand Pro Varna |  |  |

Jornada 2
| 3 de octubre de 2014 | FC Grand Pro Varna | 4-0 | Iberia Star |  |  |

| 3 de octubre de 2014 | Nikars Riga | 3-1 | Bielsko-Biala |  |  |

Jornada 3
| 5 de octubre de 2014 | Bielsko-Biala | 0-2 | FC Grand Pro Varna |  |  |

| 5 de octubre de 2014 | Iberia Star | 1-0 | Nikars Riga |  |  |

Grupo 3
| Equipo             | Pts | PJ | PG | PE | PP | DG |
| ------------------ | --- | -- | -- | -- | -- | -- |
| Dina Moskva        | 9   | 3  | 3  | 0  | 0  | 11 |
| Châtelineau Futsal | 6   | 3  | 2  | 0  | 1  | -1 |
| FC Deva            | 3   | 3  | 1  | 0  | 2  | -1 |
| MNK Alumnus Zagreb | 0   | 3  | 0  | 0  | 3  | -9 |

Jornada 1
| 2 de octubre de 2014 | Châtelineau Futsal | 4-2 | MNK Alumnus Zagreb |  |  |

| 2 de octubre de 2014 | Dina Moskva | 4-2 | FC Deva |  |  |

Jornada 2
| 3 de octubre de 2014 | FC Deva | 2-3 | Châtelineau Futsal |  |  |

| 3 de octubre de 2014 | Dina Moskva | 8-3 | MNK Alumnus Zagreb |  |  |

Jornada 3
| 5 de octubre de 2014 | MNK Alumnus Zagreb | 2-4 | FC Deva |  |  |

| 5 de octubre de 2014 | Châtelineau Futsal | 1-5 | Dina Moskva |  |  |

Grupo 4
| Equipo            | Pts | PJ | PG | PE | PP | DG  |
| ----------------- | --- | -- | -- | -- | -- | --- |
| Inter Fútbol Sala | 9   | 3  | 3  | 0  | 0  | 12  |
| Lokomotiv Kharkiv | 6   | 3  | 2  | 0  | 1  | 7   |
| FC Kobarid        | 3   | 3  | 1  | 0  | 2  | -6  |
| Hovocubo          | 0   | 3  | 0  | 0  | 3  | -13 |

Jornada 1
| 2 de octubre de 2014 17:30 | Inter Fútbol Sala | 5-0 | Hovocubo |  |  |

| 2 de octubre de 2014 20:00 | FC Kobarid | 1-6 | Lokomotiv Járkov |  |  |

Jornada 2
| 3 de octubre de 2014 17:30 | Lokomotiv Járkov | 2-5 | Inter Fútbol Sala |  |  |

| 3 de octubre de 2014 20:00 | FC Kobarid | 4-1 | Hovocubo |  |  |

Jornada 3
| 5 de octubre de 2014 14:00 | Hovocubo | 0-5 | Lokomotiv Járkov |  |  |

| 5 de octubre de 2014 16:30 | Inter Fútbol Sala | 6-2 | FC Kobarid |  |  |

Grupo 5
| Equipo      | Pts | PJ | PG | PE | PP | DG |
| ----------- | --- | -- | -- | -- | -- | -- |
| Baku United | 9   | 3  | 3  | 0  | 0  | 9  |
| Ekonomac    | 6   | 3  | 2  | 0  | 1  | 0  |
| Luparense   | 3   | 3  | 1  | 0  | 2  | -2 |
| Athina '90  | 0   | 3  | 0  | 0  | 3  | -7 |

Jornada 1
| 1 de octubre de 2014 | Luparense | 2-6 | Baku United |  |  |

| 1 de octubre de 2014 | Ekonomac | 3-1 | Athina '90 |  |  |

Jornada 2
| 2 de octubre de 2014 | Athina '90 | 0-3 | Luparense |  |  |

| 2 de octubre de 2014 | Ekonomac | 1-4 | Baku United |  |  |

Jornada 3
| 4 de octubre de 2014 | Baku United | 2-0 | Athina '90 |  |  |

| 4 de octubre de 2014 | Luparense | 2-3 | Ekonomac |  |  |

Grupo 6
| Equipo           | Pts | PJ | PG | PE | PP | DG |
| ---------------- | --- | -- | -- | -- | -- | -- |
| Berettyóújfalu   | 6   | 3  | 2  | 0  | 1  | 4  |
| Slov-Matic       | 6   | 3  | 2  | 0  | 1  | 3  |
| FC Apoel Nicosia | 4   | 3  | 1  | 1  | 1  | -3 |
| Vegakameratene   | 1   | 3  | 0  | 1  | 2  | -4 |

Jornada 1
| 2 de octubre de 2014 | Slov-Matic | 5-1 | FC Apoel Nicosia |  |  |

| 2 de octubre de 2014 | Berettyóújfalu | 3-2 | Vegakameratene |  |  |

Jornada 2
| 3 de octubre de 2014 | Vegakameratene | 0-3 | Slov-Matic |  |  |

| 3 de octubre de 2014 | Berettyóújfalu | 2-3 | FC Apoel Nicosia |  |  |

Jornada 3
| 5 de octubre de 2014 | FC Apoel Nicosia | 3-3 | Vegakameratene |  |  |

| 5 de octubre de 2014 | Slov-Matic | 1-5 | Berettyóújfalu |  |  |

### Ronda élite
Los 12 equipos que provienen de la ronda principal se unen a los cuatro cabeza de serie y se forman cuatro grupos de cuatro equipos. Los ganadores de los grupos pasan a la fase final.
```
Grupo A
```

| Equipo                | Pts | PJ | PG | PE | PP | DG  |
| --------------------- | --- | -- | -- | -- | -- | --- |
| Sporting de Portugal  | 9   | 3  | 3  | 0  | 0  | 9   |
| Inter Fútbol Sala     | 6   | 3  | 2  | 0  | 1  | 9   |
| Futsal Team Charleroi | 3   | 3  | 1  | 0  | 2  | -3  |
| FC Grand Pro Varna    | 0   | 3  | 0  | 0  | 3  | -15 |

Jornada 1
| 20 de noviembre de 2014 19:00 | Inter Fútbol Sala | 6-0 | FC Grand Pro Varna |  |  |

| 20 de noviembre de 2014 21:30 | Sporting de Portugal | 5-3 | Futsal Team Charleroi |  |  |

Jornada 2
| 21 de noviembre de 2014 19:00 | Futsal Team Charleroi | 0-4 | Inter Fútbol Sala |  |  |

| 21 de noviembre de 2014 21:30 | Sporting de Portugal | 8-2 | FC Grand Pro Varna |  |  |

Jornada 3
| 23 de noviembre de 2014 15:30 | FC Grand Pro Varna | 0-3 | Futsal Team Charleroi |  |  |

| 23 de noviembre de 2014 18:00 | Inter Fútbol Sala | 0-1 | Sporting de Portugal |  |  |

```
Grupo B
```

| Equipo        | Pts | PJ | PG | PE | PP | DG |
| ------------- | --- | -- | -- | -- | -- | -- |
| Dina Moskva   | 9   | 3  | 3  | 0  | 0  | 7  |
| FK EP Chrudim | 6   | 3  | 2  | 0  | 1  | 4  |
| Slov-Matic    | 3   | 3  | 1  | 0  | 2  | -3 |
| Araz Naxçivan | 0   | 3  | 0  | 0  | 3  | -8 |

Jornada 1
| 18 de noviembre de 2014 15:30 | Araz Naxçivan | 3-4 | Slov-Matic |  |  |

| 18 de noviembre de 2014 18:00 | FK EP Chrudim | 0-3 | Dina Moskva |  |  |

Jornada 2
| 19 de noviembre de 2014 15:30 | Dina Moskva | 5-4 | Araz Naxçivan |  |  |

| 19 de noviembre de 2014 18:00 | FK EP Chrudim | 2-1 | Slov-Matic |  |  |

Jornada 3
| 21 de noviembre de 2014 15:30 | Slov-Matic | 1-4 | Dina Moskva |  |  |

| 21 de noviembre de 2014 18:00 | Araz Naxçivan | 0-6 | FK EP Chrudim |  |  |

```
Grupo C
```

| Equipo         | Pts | PJ | PG | PE | PP | DG  |
| -------------- | --- | -- | -- | -- | -- | --- |
| Kairat Almaty  | 9   | 3  | 3  | 0  | 0  | 16  |
| Sporting París | 6   | 3  | 2  | 0  | 1  | 0   |
| Ekonomac       | 1   | 3  | 0  | 1  | 2  | -6  |
| Nikars Riga    | 1   | 3  | 0  | 1  | 2  | -10 |

Jornada 1
| 20 de noviembre de 2014 13:00 | Ekonomac | 1-4 | Sporting París |  |  |

| 20 de noviembre de 2014 15:30 | Kairat Almaty | 11-2 | Nikars Riga |  |  |

Jornada 2
| 21 de noviembre de 2014 13:00 | Nikars Riga | 5-5 | Ekonomac |  |  |

| 21 de noviembre de 2014 15:30 | Kairat Almaty | 11-7 | Sporting París |  |  |

Jornada 3
| 23 de noviembre de 2014 10:30 | Sporting París | 5-4 | Nikars Riga |  |  |

| 23 de noviembre de 2014 13:00 | Ekonomac | 3-6 | Kairat Almaty |  |  |

```
Grupo D
```

| Equipo              | Pts | PJ | PG | PE | PP | DG  |
| ------------------- | --- | -- | -- | -- | -- | --- |
| FC Barcelona        | 9   | 3  | 3  | 0  | 0  | 12  |
| FC Lokomotiv Járkov | 6   | 3  | 2  | 0  | 1  | -1  |
| Baku United FC      | 3   | 3  | 1  | 0  | 2  | 1   |
| Berettyóújfalu      | 0   | 3  | 0  | 0  | 3  | -12 |

Jornada 1
| 19 de noviembre de 2014 18:45 | FC Lokomotiv Járkov | 2-1 | Baku United FC |  |  |

| 19 de noviembre de 2014 21:00 | FC Barcelona | 4-1 | Berettyóújfalu |  |  |

Jornada 2
| 20 de noviembre de 2014 19:30 | Berettyóújfalu | 1-4 | FC Lokomotiv Járkov |  |  |

| 20 de noviembre de 2014 21:45 | FC Barcelona | 5-1 | Baku United FC |  |  |

Jornada 3
| 22 de noviembre de 2014 11:00 | Baku United FC | 6-0 | Berettyóújfalu |  |  |

| 22 de noviembre de 2014 13:15 | FC Lokomotiv Járkov | 0-5 | FC Barcelona |  |  |

### Fase final
La fase final se jugará en el mes de abril de 2015 con la presencia de cuatro equipos.
- Las semifinales se jugarán el 24 de abril; el tercer puesto y la final el 26 de abril.

|  | Semifinales          | Semifinales |              |               | Final                | Final        |  |
|  |                      |             |              |               |                      |              |  |
|  |                      |             |              |               |                      |              |  |
|  | Dina Moskva          | 4           |              |               |                      |              |  |
|  | Dina Moskva          | 4           |              |               |                      |              |  |
|  | Kairat Almaty        | 7           |              |               |                      |              |  |
|  | Kairat Almaty        | 7           |              | Kairat Almaty | 3                    |              |  |
|  |                      |             |              | Kairat Almaty | 3                    |              |  |
|  |                      |             | FC Barcelona | 2             |                      |              |  |
|  | FC Barcelona         | 5           | FC Barcelona | 2             |                      |              |  |
|  | FC Barcelona         | 5           |              |               |                      |              |  |
|  | Sporting de Portugal | 3           |              |               | Tercer lugar         | Tercer lugar |  |
|  | Sporting de Portugal | 3           |              |               | Tercer lugar         | Tercer lugar |  |
|  |                      |             |              |               |                      |              |  |
|  |                      |             |              |               | Dina Moskva          | 3            |  |
|  |                      |             |              |               | Dina Moskva          | 3            |  |
|  |                      |             |              |               | Sporting de Portugal | 8            |  |
|  |                      |             |              |               | Sporting de Portugal | 8            |  |
|  |                      |             |              |               |                      |              |  |

Semifinales
| 24 de abril de 2015 20:00 | Dina Moskva | 4-7 | Kairat Almaty |  |  |

| 24 de abril de 2015 22:30 | FC Barcelona | 5-3 | Sporting de Portugal |  |  |

Tercer puesto
| 26 de abril de 2015 16:00 | Dina Moskva | 3-8 | Sporting de Portugal |  |  |

Final
| 26 de abril de 2015 18:30 | Kairat Almaty | 3-2 | FC Barcelona |  |  |

| Copa de la UEFA 2014/15   |
| ------------------------- |
|                           |
| Kairat Almaty 2.nd Título |

## Máximos goleadores
| Posición | Jugador               | Goles |
| -------- | --------------------- | ----- |
| 1º       | Bruno Loureiro Barros | 10    |
| 2º       | Roberto Tobe          | 10    |
| 3º       | Augusto               | 9     |
| 4º       | Juhana Jyrkiäinen     | 8     |
| 5º       | Denis Gumenyuk        | 8     |